# Omarkhayam Maute
Omarkhayam Maute, né dans les années 1970 ou les années 1980 et mort le 16 octobre 2017 à Marawi, est un djihadiste philippin, cofondateur du groupe Maute avec son frère Abdoullah. 

## Biographie
Omarkhayam Maute naît dans une famille aisée du Mindanao. Son père est ingénieur et sa mère travaille dans l'immobilier. Le couple a au moins sept enfants.
Dans sa jeunesse, Omarkhayam Maute est scolarisé au lycée Dansalan, un établissement protestant. Il part ensuite en Égypte, étudier à l'université al-Azhar du Caire. Il regagne les Philippines au bout d'une décennie.
Pendant l'insurrection moro aux Philippines, Omarkhayam Maute rejoint le Front Moro islamique de libération. Cependant vers 2012, il fait défection avec son frère Abdoullah, avec lequel il fonde le groupe Maute. En 2014, le groupe Maute prête allégeance à l'État islamique.
Le 23 mai 2017, les djihadistes philippins ralliés à l'État islamique et commandés par Isnilon Hapilon et les frères Maute lancent la bataille de Marawi. Après le début de l'insurrection, les parents des frères Maute sont arrêtés par les autorités philippines, leur mère étant notamment suspectée d'avoir joué un rôle dans le financement du groupe dirigé par ses fils. À Marawi, les combats durent cinq mois, jusqu'à ce que la ville soit reprise par l'armée philippine, au prix d'au moins 168 morts pour les militaires et 978 tués du côtés des djihadistes,,. Omarkhayam Maute trouve la mort le 16 octobre 2017, dans les derniers jours de la bataille.